# Cavarzere
Cavarzere település Olaszországban, Veneto régióban, Velence megyében. Lakosainak száma 12 741 fő (2023. január 1.). Cavarzere Adria, Agna, Anguillara Veneta, Chioggia, Loreo, Pettorazza Grimani, San Martino di Venezze és Cona községekkel határos.

## Népesség
A település népességének változása:
| Lakosok száma | 14 021 | 13 791 | 12 741 |
|               | 2017   | 2018   | 2023   |